# Villanova Monferrato
Villanova Monferrato é uma comuna italiana da região do Piemonte, província de Alexandria, com cerca de 1.744 habitantes. Estende-se por uma área de 16 km², tendo uma densidade populacional de 109 hab/km². Faz fronteira com Balzola, Caresana (VC), Casale Monferrato, Motta de' Conti (VC), Rive (VC), Stroppiana (VC).

## Demografia
| Variação demográfica do município entre 1861 e 2011                               |
|                                                                                   |
| Fonte: Istituto Nazionale di Statistica (ISTAT) - Elaboração gráfica da Wikipedia |